# Perfume ~Complete Best~
Pour les articles homonymes, voir Complete Best.
Albums de Perfume
GAME
(2008)
Singles
Perfume ~Complete Best~ est le 1er album régulier du groupe de J-pop Perfume, sorti d'abord dans une unique édition limitée en 2006, puis en édition régulière en 2007.

## Membres
- Yuka Kashino (樫野 有香?)
- Ayaka Nishiwaki (西脇 綾香?)
- Ayano Ōmoto (大本 彩乃?)

## Pistes
CD
Toutes les paroles sont écrites par Yasutaka Nakata.
| No  | Titre                                                                 | Auteur          | Durée |
| --- | --------------------------------------------------------------------- | --------------- | ----- |
| 1.  | Perfect Star Perfect Style (パーフェクトスター・パーフェクトスタイル) | Yasutaka Nakata | 4:18  |
| 2.  | Linear Motor Girl (リニアモーターガール)                              | Kinoko          | 4:08  |
| 3.  | Computer City (コンピューターシティ)                                  | Yasutaka Nakata | 4:46  |
| 4.  | Electro World (エレクトロ・ワールド)                                  | Yasutaka Nakata | 4:22  |
| 5.  | Inryoku (引力)                                                        | Kinoko          | 3:35  |
| 6.  | Monochrome Effect (モノクロームエフェクト)                            | Kinoko          | 4:18  |
| 7.  | Vitamin Drop (ビタミンドロップ)                                       | Kinoko          | 4:55  |
| 8.  | Sweet Donuts (スウィートドーナッツ)                                   | Kinoko          | 2:57  |
| 9.  | Foundation (ファンデーション)                                         | Kinoko          | 3:57  |
| 10. | Computer Driving (コンピューター ドライビング)                        | Kinoko          | 4:26  |
| 11. | Perfume                                                               | Kinoko          | 5:16  |
| 12. | wonder2                                                               | Yasutaka Nakata | 3:49  |

DVD des éditions limitée
1. Linear Motor Girl (リニアモーターガール?) – 4:31
2. Computer City (コンピューターシティ?) – 3:43
3. Electro World (エレクトロ・ワールド?) – 4:06
4. Monochrome Effect (モノクロームエフェクト?) – 4:29

DVD des éditions régulière
1. Linear Motor Girl (リニアモーターガール?) – 4:31
2. Computer City (コンピューターシティ?) – 3:43
3. Electro World (エレクトロ・ワールド?) – 4:06
4. Vitamin Drop (ビタミンドロップ?) – 4:01